# 1476 Cox
1476 Cox è un asteroide della fascia principale. Scoperto nel 1936, presenta un'orbita caratterizzata da un semiasse maggiore pari a 2,2809163 UA e da un'eccentricità di 0,1895125, inclinata di 6,32290° rispetto all'eclittica.
L'asteroide è dedicato a Jacques Cox (1898-1972), professore di astronomia all'Università di Bruxelles.